# 臺中市政府捷運工程局
臺中市政府捷運工程局（簡稱臺中捷運局、臺中捷工局）為臺中市政府一級機關，負責臺中市軌道運輸系統規劃與臺中都會區大眾捷運系統。最初前身機關為2010年成立的「臺中市政府捷運工程處」，2020年與公共運輸處合併，2025年再獨立升格為府外局。

## 歷史

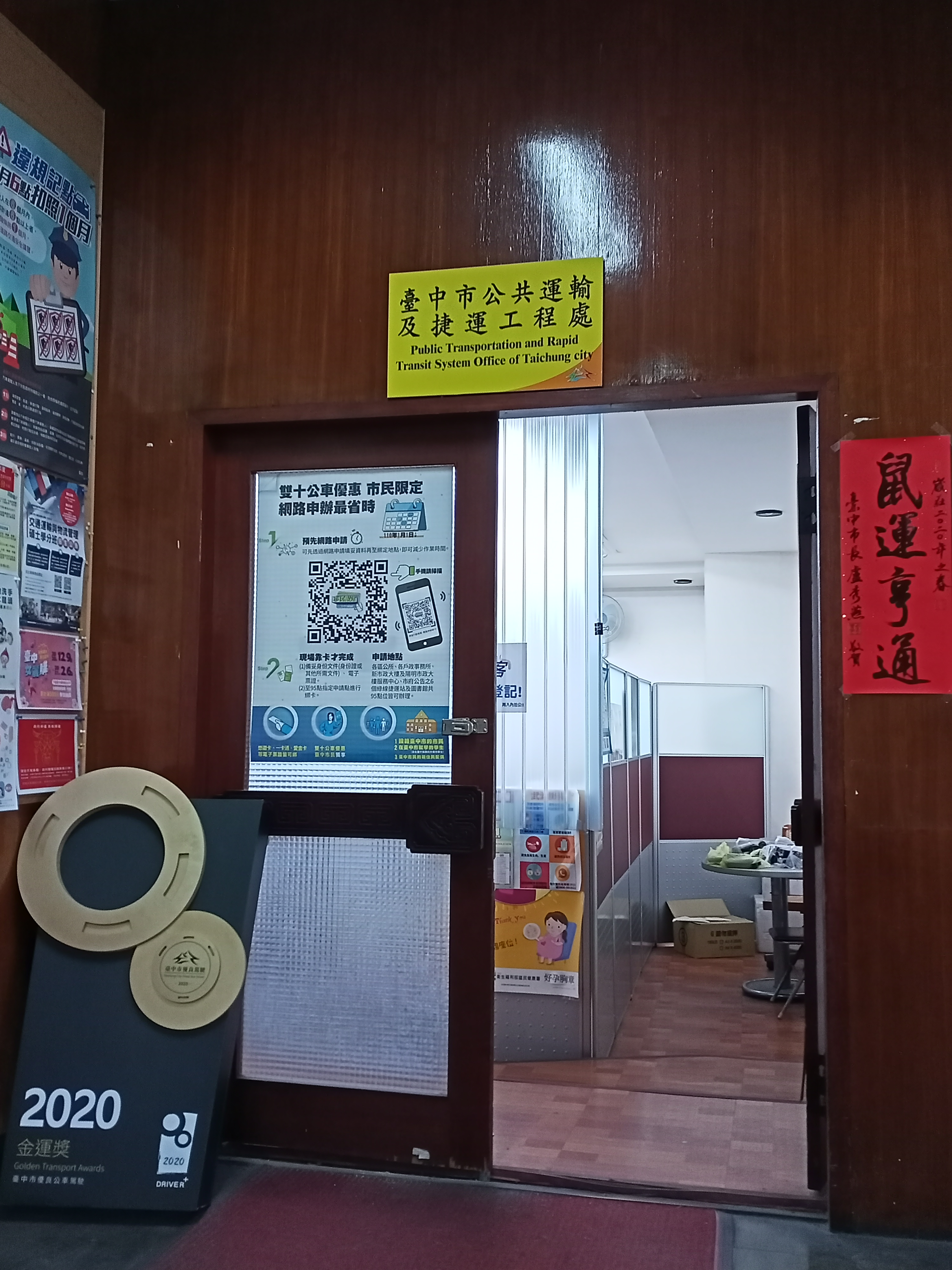
臺中市公共運輸及捷運工程處大門

- 2010年12月25日，臺中市縣合併，臺中市政府交通局同時增設臺中市捷運工程處（捷工處），負責臺中捷運籌設營運機構與辦理營運事宜。
- 2019年6月25日，臺中市議會三讀通過捷工處將臺中市公共運輸處（公運處）併入更名為臺中市公共運輸及捷運工程處，依規定提送中華民國銓敘部審查。[1][2]
- 2019年11月22日，臺中市政府令，訂定發布《臺中市公共運輸及捷運工程處組織規程》，生效日期定為2020年1月1日。[3]
- 2020年1月1日，捷工處與公運處整併為臺中市公共運輸及捷運工程處（公捷處）[4]。
- 2024年8月初，行政院放寬臺中市政府員額管控限制。8月27日，臺中市政府市政會議通過成立臺中市政府捷運工程局計畫，送交臺中市議會審議[5]，預計於2025年公捷處捷運工程業務將獨立升格為「臺中市政府捷運工程局」[6][7]。
- 2025年1月1日，公捷處捷運業務獨立升格為「臺中市政府捷運工程局」[8][9][10][11]；公捷處公共運輸業務移回交通局內，交通局增設運輸設施科、公共運輸科。

## 組織架構
- 局長
  - 副局長（2名）
    - 總工程司
      - 副總工程司（3名）

    - 主任秘書
      - 專門委員

專門委員負責
- 秘書室
- 政風室
- 人事室
- 會計室
- 土地開發科
- 資財用地科

副總工程司負責
- 綜合規劃科
- 工程管理科
- 土木建築科
- 機電工程科

## 外部連結
- 臺中市政府捷運工程局